# Prymityw (grafika komputerowa)

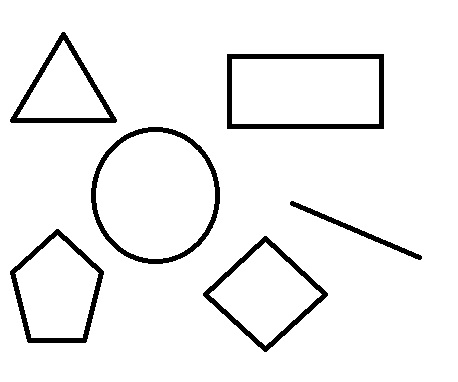
Przykłady dwuwymiarowych prymitywów

Prymitywy (ang. primitives, geometric primitives) – proste figury geometryczne, z których buduje się inne, złożone obiekty i bardziej skomplikowane struktury, podstawowe figury geometryczne z których zbudowane są wszystkie pozostałe obiekty.
Nazwa prymityw (ang. primitive) nawiązuje do pojęć pierwotnych (ang. primitive notions) – w klasycznym ujęciu geometrii euklidesowej pojęciami pierwotnymi są punkt, prosta i relacja „punkt leży na prostej”.

## Grafika 2D
Najprostszymi tego typu figurami w grafice dwuwymiarowej są punkt i odcinek natomiast zalicza się do nich także: okręgi, krzywe, trójkąty i inne wielokąty.

## Grafika 3D
W trójwymiarowej grafice komputerowej najczęściej jako prymitywy wykorzystuje się trójkąty (szczególnie w do budowy siatek wielokątów) ale zalicza się do nich także sześciany, walce, sfery, stożki, ostrosłupy i torusy.